# Tomas Jonsson
Alf Tomas (Tomas) Jonsson (Falun, 25 april 1960) is een voormalig Zweeds ijshockeyer. Hij is momenteel assistent-trainer van de Deense IJshockeyploeg.
Jonsson werd gedraft door de New York Islanders bij de 1979 NHL Entry Draft in de tweede ronde, als 25ste overall. Jonsson debuteerde voor de Islanders in 1981-1982. In zijn eerste seizoen won hij gelijk de Stanley Cup, het jaar erop won hij hem nog een keer.
Jonsson speelde bij de Islanders tot 1989, toen hij werd geruild naar de Edmonton Oilers. Hij speelde alleen het seizoen 1988-1989 daar. Het jaar erna vertrok hij weer naar Zweden, en speelde bij Leksands IF tot 1998. Hij werd Zweeds speler van het jaar in 1994-95.
In 1994 won hij een gouden olympische medaille met Zweden, waardoor hij een van de eerste drie leden van de Triple Gold Club werd, voor spelers die een Stanley Cup hebben gewonnen, een olympische gouden medaille en een gouden medaille op het WK ijshockey.